# منتخب الأوروغواي لهوكي الحقل للسيدات
منتخب الأوروغواي لهوكي الحقل للسيدات (بالإسبانية: Selección femenina de hockey sobre césped de Uruguay)‏ هو ممثل الأوروغواي الرسمي في المنافسات الدولية في هوكي الحقل للسيدات
.